# 迪迪埃·布韦
迪迪埃·布韦（法語：Didier Bouvet，1961年3月6日—），法国男子高山滑雪运动员。他曾代表法国参加1984年和1988年冬季奥林匹克运动会高山滑雪比赛，获得一枚铜牌。